# Ê
Cette page contient des caractères spéciaux ou non latins. S’ils s’affichent mal (▯, ?, etc.), consultez la page d’aide Unicode.
Ê, ou E accent ou chapeau circonflexe, est un graphème utilisé dans les alphabets kurde et vietnamien en tant que lettre et dans les alphabets français, gallois et portugais comme variante de la lettre « E ». Il s’agit de la lettre E diacritée d’un accent circonflexe.

## Utilisation

### Lettre à part entière
- Kurde : ‹ ê › est la 7e lettre de l’alphabet et représente le son /ɛ/.
- Vietnamien : ‹ ê › est la 9e lettre de l'alphabet et représente les sons /e/ ou /ɜ/. Des diacritiques peuvent lui être ajoutés pour représenter différents tons :
  - Ề ề,
  - Ể ể,
  - Ễ ễ,
  - Ế ế,
  - Ệ ệ.

### Lettre diacritée
- Français : ‹ ê › représente généralement le son /ɛ/. Les fonctions de l'accent circonflexe en français étant multiples, son origine varie suivant les mots.
- Gallois : le circonflexe indique une lettre « e » longue.
- Portugais : ‹ ê › représente le son /e/.

### Systèmes de transcription
La norme de translittération de l’alphabet cyrillique ISO 9 utilise ‹ ê › pour représenter la lettre Є (ié ukrainien).
Dans le système de romanisation du mandarin standard Wade-Giles, ‹ ê › représente le son /ɛ/. Elle correspond au symbole ㄝ en bopomofo.
‹ Ê › est aussi parfois utilisé pour translittérer la lettre grecque êta (on utilise aussi ‹ ē ›, et ‹ i › pour transcrire le grec moderne).

## Représentations informatiques
Le E accent circonflexe peut être représenté avec les caractères Unicode suivants :
- précomposé (supplément Latin-1)[1] :

| forme     | représentation | chaîne de caractères | point de code | description                                  |
| --------- | -------------- | -------------------- | ------------- | -------------------------------------------- |
| capitale  | Ê              | Ê                    | U+00CA        | lettre majuscule latine e accent circonflexe |
| minuscule | ê              | ê                    | U+00EA        | lettre minuscule latine e accent circonflexe |

- décomposé (latin de base, diacritiques) :

| forme     | représentation | chaîne de caractères | point de code | description                                              |
| --------- | -------------- | -------------------- | ------------- | -------------------------------------------------------- |
| capitale  | Ê              | E◌̂                   | U+0045 U+0302 | lettre majuscule latine e diacritique accent circonflexe |
| minuscule | ê              | e◌̂                   | U+0065 U+0302 | lettre minuscule latine e diacritique accent circonflexe |

Il peut aussi être représenté dans des anciens codages :
- ISO/CEI 8859-1, 3, 9, 14, 15 et 16 :
  - capitale Ê : CA
  - minuscule ê : EA

Entités HTML :
- capitale Ê : &Ecirc;
- minuscule ê : &ecirc;

## Saisie au clavier
Les dispositions de clavier standard PC belge, canadien, français et suisse romand ne possèdent pas de touche spécifique pour saisir la majuscule ‹ Ê › ou la minuscule ‹ ê ›. Mais il est possible de le saisir à l’aide de séquences de touches utilisant une touche morte :
- Saisir la séquence ^, Maj + e pour ‹ Ê › et la séquence ^, e pour la minuscule ‹ ê ›.

Alternativement, les combinaisons de touche Alt peuvent aussi être utilisées :
- Lorsque la page de code Windows-1252 est utilisé (le défaut en français), maintenir la touche Alt + 0202 pour ‹ Ê › et  Alt + 2034 pour ‹ ê ›.
- Lorsque la page de code 850 est utilisée, Saisir la séquence la séquence Alt + 210 pour ‹ Ê › et  Alt + 136 pour ‹ ê ›.